# کارووی ای‌کی۶
کارووی ای‌کی۶ (انگلیسی: Karowe AK6) دومین الماس بزرگ کشف‌شده در جهان پس از الماس کالینن است.
کارووی ای‌کی۶ در جمهوری بوتسوانا کشف شده و وزن آن ۱۱۱۱ قیراط است. (هر قیراط ۲۰۰ میلی گرم یا ۰٫۲ گرم).
این الماس کشف شده بزرگترین الماسی است که طی یک قرن گذشته در جهان کشف شده‌است. یکی از مهم‌ترین نکات این سنگ کشف شده کیفیت جواهری و وزن بالای هزار قیراط این سنگ گرانبهاست.
در معدن کارووی که سنگ کارووی ای‌کی۶ از آن کشف شده‌است، دو الماس سفید دیگر با وزن‌های ۸۱۳ قیراط و ۳۷۴ قیراط نیز به دست آمده‌است.